# Linhaceira
Linhaceira é uma aldeia situada no norte do Distrito de Santarém, Município de Tomar e freguesia e paróquia de Asseiceira. Segundo os Censos de 2011, tinha então 1061 habitantes.
Do seu património destacam-se duas igrejas, várias fontes,uma casa do povo,um centro social e uma associação cultural que possui também um campo de jogos. A associação local de seu nome ACR Linhaceira possui um rancho folclórico  bem como diversas equipas de futebol nos diferentes escalões que ajudam a promover esta bela localidade.
A aldeia tem a sua festa anual em honra de N. Sª. do Conforto dos Aflitos, geralmente por volta do primeiro fim de semana de Julho. No entanto, a iniciativa que atrai mais pessoas à localidade é o Carnaval, com uma longa tradição e que tem no corso alegórico de domingo gordo, completamente criado pelos habitantes locais e das aldeias vizinhas, o seu ponto alto.
As duas referências mais antigas ao lugar são praticamente contemporâneas. No "Numeramento de 1527-1532" aparece referido como Mynhaxeira, fazendo parte do então concelho de Asseiceira. E em 1530, dois documentos judiciais dão conta da existência do Porto da Linhaceira, no rio Nabão.  
A Linhaceira aparece também referenciada como lugar do termo de Asseiceira, no ano de 1758, na pag 205 do Tomo I das "Memorias Paroquiais", interrogatório em que o Secretário de Estado dos Assuntos do Reino, Sebastião de Carvalho e Melo, Marquês de Pombal, pede a todos os párocos do reino informações sobre as paróquias e povoações, pedindo as suas descrições geográficas, demográficas, históricas, económicas e administrativas, bem como a indicação dos estragos provocados pelo terramoto de 1 de Novembro de 1755.